# 岸勇一
岸 勇一（きし ゆういち、1900年（明治33年）2月7日 - 1978年（昭和53年）12月4日）は、昭和時代前期の朝鮮総督府官僚。咸鏡南道知事。天理大学学長。

## 経歴
奈良県出身。1925年（大正14年）高等試験に合格し、翌年東京帝国大学法学部政治科を卒業する。朝鮮総督府に奉職し、官房審議室土地改良部勤務、総督府事務官・農林局農林振興課長、農政課長、1941年（昭和16年）6月、慶尚南道内務部長を経て、1942年（昭和17年）6月、農林局糧政課長に就任した。その後、咸鏡南道知事を務めた。
1953年（昭和28年）1月から1960年（昭和45年）9月まで天理大学学長、1957年（昭和32年）1月から1964年（昭和49年）10月まで同大学理事長となる。
1978年（昭和53年）12月4日、急性肺炎のため死去、享年78歳。